# Obrazoborectví

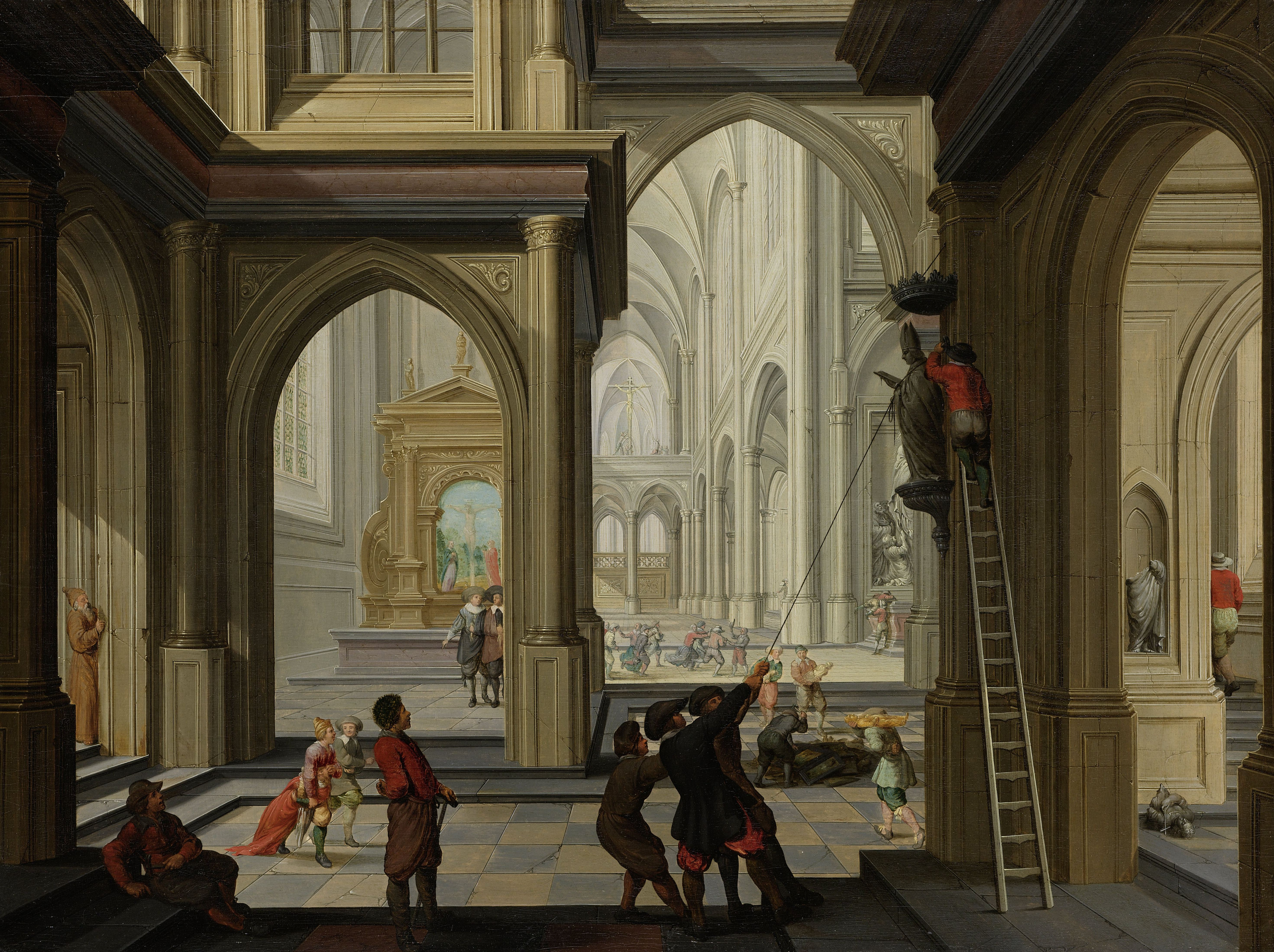
Obrazoborectví

Obrazoborectví či ikonoklasmus (z řeckého εἰκῶν eikón obraz + κλάστειν klastein lámat) označuje původně hnutí, snažící se v náboženství (především v křesťanství) odstranit náboženské obrazy (ikony). V širším smyslu se za obrazoboreckou označuje kultura, která je nepřátelská vůči obrazu (např. osvícenství).
Ničení, znesvěcování a odstraňování cizích obrazů a symbolů se v úzkém smyslu neoznačuje jako ikonoklasmus, ale jako kulturní barbarství či vandalismus. Bývá typický pro každou politickou moc, která se ujala moci násilím či silou. Toto počínání je však dnes často označováno jako obrazoborectví vzhledem k tomu, že již není spojován čistě s náboženskými hnutími.
Odpůrci obrazů jsou označováni jako ikonoklasté či obrazoborci, zastánci obrazů či jejich ctitelé naproti tomu jako ikonodulové.

## Obrazoborectví v Byzanci

### První ikonoklastické období (730–787)
Někdy mezi roky 726 a 730 byzantský císař Leon III. nařídil odstranění obrazu Ježíše Krista, který zdobil bránu konstantinopolského paláce. Někteří z těch, kteří byli úkolem pověřeni, byli zavražděni skupinou ikonodulů. Dochované prameny poukazují na pravděpodobný motiv, který císaře vedl k vydání tohoto rozkazu – zvrat v bojích s muslimy a erupce na vulkanickém ostrově Thera, v nichž Leon III. spatřoval projev Božího hněvu. Leon III. zakázal úctu náboženských obrazů ediktem roku 730, ten však nepostihoval jiné druhy umění než umění náboženské; nevztahoval se na obraz císařův ani na náboženské symboly (např. kříž). Uctívání obrazů označil za formu idolatrie. Při své aktivitě otázku nekonzultoval s církví a zřejmě byl velmi překvapen širokou opozicí, s níž se setkal.
Germanos I., konstantinopolský patriarcha, který se zastával uctívání náboženských obrazů, v návaznosti na edikt buď rezignoval, nebo byl sesazen. Na Západě svolal papež Řehoř III. k vyřešení otázky do Říma dvě synody, které odsoudily Leonovo počínání; v reakci na to Leon zabral některá území, která spadala pod papežovu jurisdikci. V počátku kontroverze se nejednalo o teologických otázkách, avšak spíše o praktické důsledky. V uctívání obrazů spatřoval císař překročení biblického přikázání Desatera, které se staví proti užití "zpodobení" (tedy obrazů, soch, rytin,..) jako objektu uctívání.
Leon III. zemřel roku 741, ale zákaz ikon dogmaticky potvrdil jeho syn Konstantin V. Kopronymos (741–775), který svolal roku 754 do Hierie tzv. ikonoklastický koncil, jehož se účastnilo asi 330 biskupů. Koncil nebyl později církví uznán jako ekumenický, neboť jej nepotvrdil ani Druhý nikajský koncil, ani papež. Koncil však záležitost neukončil, zahájil však období teologických argumentů pro a proti užívání ikon.
Pevnostmi zastánců obrazů se staly kláštery, nejdůležitějším protagonistou ikonodulů se stal Jan Damašský, který ve svých dílech poprvé podává ucelenou nauku o uctívání obrazů. Jan Damašský se vyrovnává s biblickým příkazem nezobrazování – ve Starém zákoně byl Bůh neviditelný a nepopsatelný, v Novém zákoně se však Bůh zjevil v Ježíši Kristu, kterého již je možné zobrazit. Vyvrací také názor, že by se při uctívání obrazů Ježíše, Panny Marie nebo svatých jednalo o idolatrii, neboť křesťané se přece neklaní obrazu, nýbrž vždy se vztahují k tomu, koho obraz zobrazuje – obraz byl pojat jako prostředek, který přibližuje člověka k Bohu.
V reakci na list Theodora Studijského, který napsal papeži Paschalovi a v němž kritizoval císařovo počínání, Konstantin přistoupil k tažení proti klášterům, během něhož ničil a znehodnocoval ostatky svatých a konfiskoval klášterní majetek. Konstantinův syn Leon IV. Chazar (775–780) byl v otázce více nakloněn vzájemné dohodě, avšak krátce před smrtí začal vystupovat velmi tvrdě proti ikonodulům a pokoušel se zapudit svou manželku Irenu Aténskou. Mezitím však zemřel a Irena se ujala vlády namísto jeho syna Konstantina VI. (780–797) jako regentka.
Irena svolala nový ekumenický koncil, známý jako Druhý nikajský, který se sešel již roku 787 v Konstantinopoli, avšak jehož jednání bránily vojenské jednotky věrné obrazoboreckým snahám císařů. Koncil se přestěhoval do Nikaje a zvrátil rozhodnutí předchozích ikonoklastických synod. Usnesení koncilu potvrdil také papež a pravoslaví považuje tento koncil za poslední z ekumenických koncilů. Pro ikonoduly nastala příznivá doba, která trvala až do nástupu císaře Leona V. roku 813.

### Druhé ikonoklastické období (814–842)

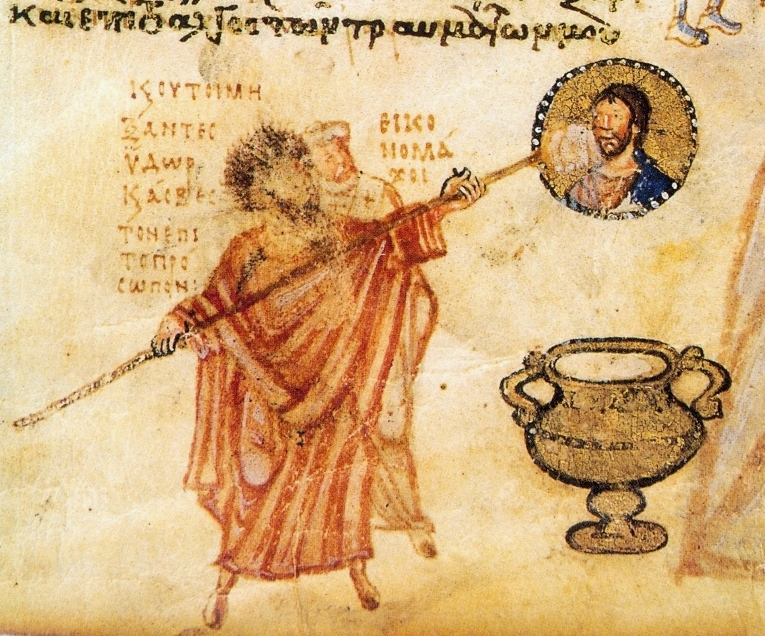
Byzantský ikonoklasmus

Leon V. (813–820) zahájil novou fázi pronásledování obrazů. Motivem mu byly opět vojenské neúspěchy vykládané jako projev božího nesouhlasu. Po něm nastoupil na trůn Michael II., který si roku 824 stěžuje v listu Ludvíku Pobožnému na to, že se v kostelích vyskytují obrazy. Michael II. také opět uvedl v platnost závěry ikonoklastického koncilu v Hierii z roku 754.
Po Michaelu II. se císařem stal jeho syn Theofilos, po jehož smrti jeho manželka Theodora II. vládla jako regentka za nezletilého syna Michaela III. Podobně jako před padesáti lety Irena nyní i Theodora roku 843 opět povolila uctívání ikon a zvrátila rozhodnutí příslušných koncilů, které se k uctívání obrazů vyjadřovaly. Od této doby také východní církev slaví první neděli postní jako svátek triumfu ortodoxie.

### Teologická kontroverze ohledně obrazoborectví
Ikonoklasté odsuzovali zhotovování neživých obrazů (maleb či soch), které měly zobrazovat Ježíše nebo svaté. Jediným skutečným náboženským obrazem pro ně mohl být obraz, který by byl totožný se svým prototypem – to ale zároveň považovali za nemožné. Jedinou povolenou Ježíšovou „ikonou“ pro ně byla eucharistie, v níž je podle křesťanské nauky Ježíš skutečně přítomen. V zobrazování Ježíše spatřovali také obrazoborci zmatení v tom, co se týká Ježíšovy božské a lidské přirozenosti. Užívání obrazů (ikon) pro náboženské potřeby považovali za novotu v církvi a za ďábelský vynález, který měl přivést křesťany nazpět k pohanské praxi.
Hlavním teologickým oponentem obrazoborců byl syrský mnich Jan Damašský. Ten tvrdil, že neuctívá hmotu, avšak „spíše stvořitele hmoty“. Zároveň však píše, že „má úctu k hmotě, skrze kterou ke mně přišla spása, naplněná mocí a milostí“. Za takovou hmotu považuje inkoust, jímž byla sepsána evangelia i barvy na obrazech, dřevo kříže a tělo a krev Ježíšovu.
Ikonodulé tak měli za to, že biblický zákaz zobrazování Boha byl překonán vtělením Ježíšovým, jímž se druhá osoba neviditelného Boha stala viditelnou hmotou. Obraz tedy nezpodobuje neviditelného Boha, ale Boha v podobě, v níž na sebe přijal tělo. Modly na rozdíl od křesťanských obrazů podle ikonodulů zobrazují osoby bez podstaty či skutečnosti, nikoli reálné postavy. Úcta k obrazu byla přirovnávána ke starozákonním obětem, které bylo možné přinést Hospodinu, ale také nebylo přípustné přinášet je cizím božstvům.

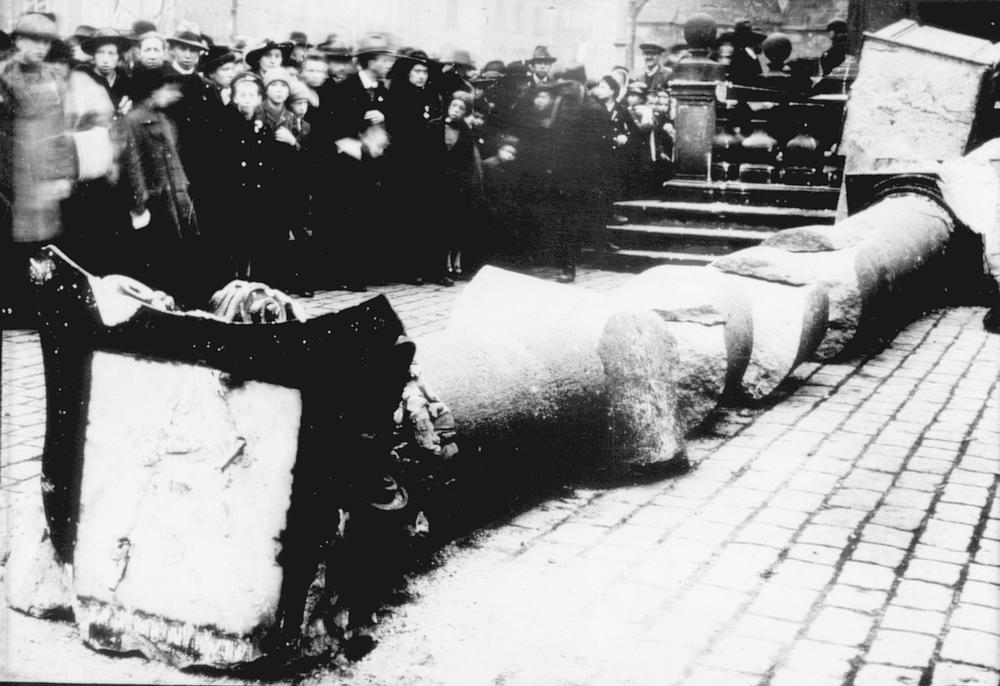
Svržení mariánského sloupu na Staroměstském náměstí v Praze (1918)

Obrazy také považovali jejich ctitelé za součást ústně předávané tradice (παράδοσις paradosis podání, předání). Celý spor se však také výrazně týkal vztahu církve a státu, která v této době v Byzanci byla velmi aktuální – kontroverze byla zároveň zápasem církve o nezávislost ve vlastních záležitostech a v otázkách víry.

## Obrazoborectví během husitství a protestantské reformace

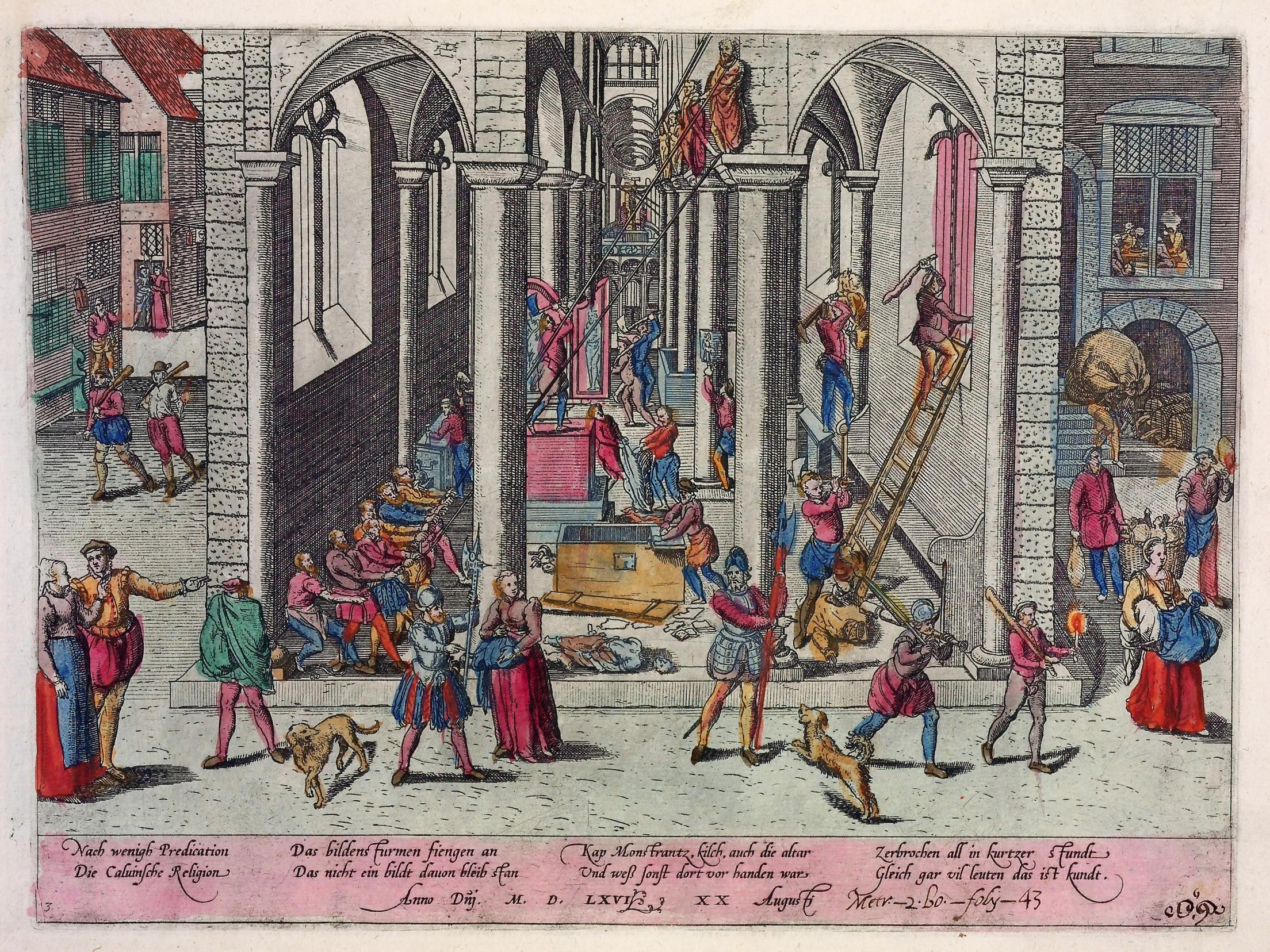
Kalvinisté ničí výzdobu chrámu Matky Boží v Antverpách

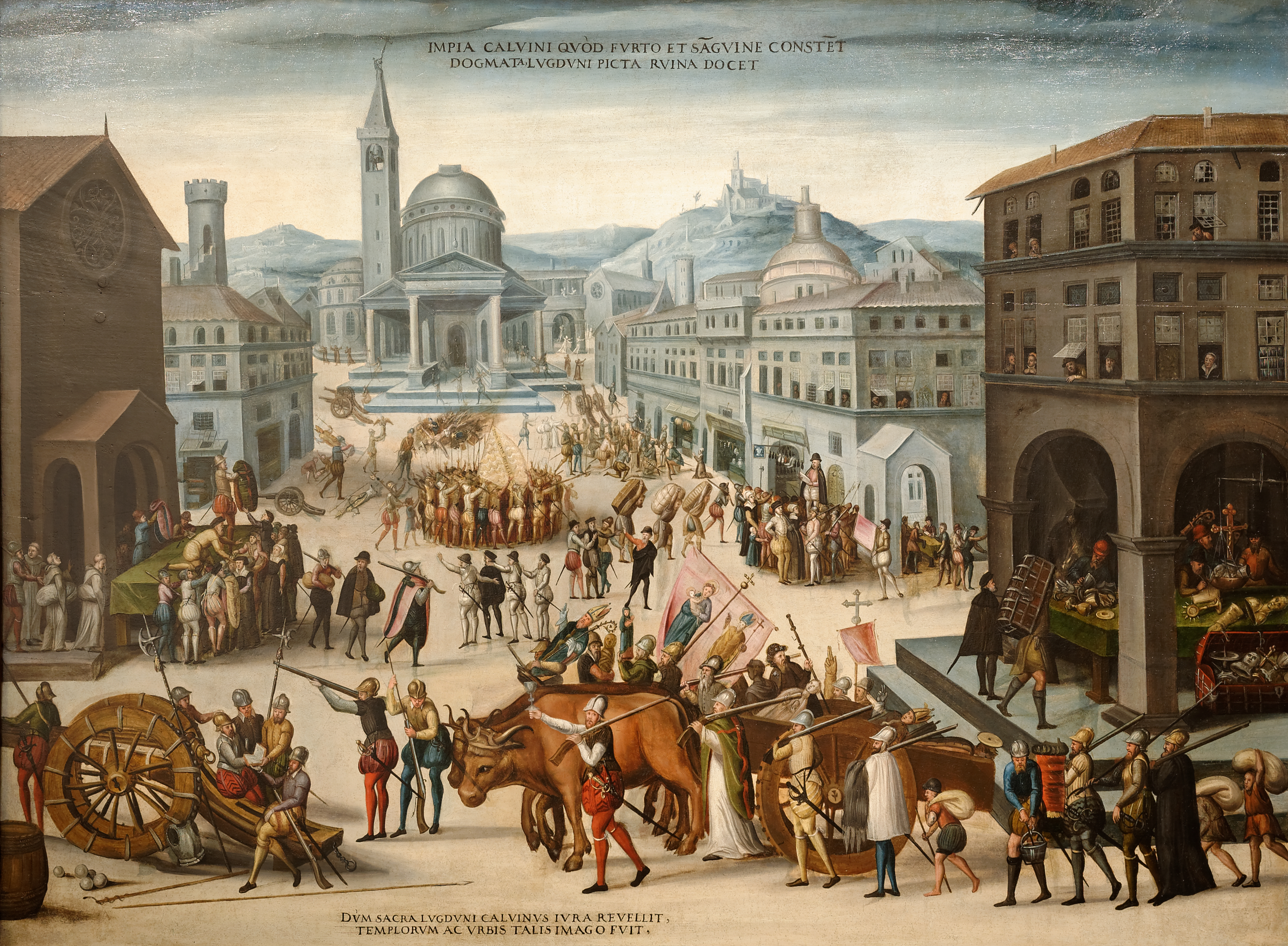
Plenění Lyonu protestanty

Na začátku 15. století, zvláště kolem roku 1420 zasáhlo obrazoborectví také husitské Čechy, kdy husitům padla za oběť při plenění kostelů a klášterů většina starých gotických památek.
Někteří protestantští reformátoři povzbuzovali své stoupence k ničení uměleckých děl, neboť je považovali za modly. Huldrych Zwingli a Jan Kalvín zvolili obrazoborecký přístup při záboru katolických kostelů ve Švýcarsku. V Německu a v Holandsku se odmítání katolického kultu obrazů radikalizovalo z protestantské pozice od roku 1522 pod vedením Andrease Karlstadta, který v nepřítomnosti Martina Luthera ve Wittenbergu začal s odstraňováním obrazů svatých. Martin Luther postupoval mírněji a obrazy později zase připustil, jen pokud však samy nebyly objektem uctívání. Obrazoborecké bouře propukaly postupně i v dalších letech a místech, kam kalvinismus pronikal – v Curychu (1523), Kodani (1530), Münsteru (1534), Ženevě (1535), Augsburgu (1537) a ve Skotsku (1559). Roku 1562 byly takto v Lyonu zničeny kalvinisty ostatky sv. Ireneje, který byl pod oltářem kostela pohřben od roku 202.
Nizozemí zasáhly obrazoborecké bouře v létě 1566, kdy začíná zápas nizozemských provincií o nezávislost na španělské koruně. České země kalvínské obrazoborectví postihlo během vlády „zimního krále“ Fridricha Falckého (1619–1620), kdy byl mj. zničen vzácný gotický mobiliář pražského chrámu sv. Víta. Anglikánský biskup Joseph Hall popisuje události v Anglii roku 1643, kdy vojsko i občané povzbuzení Parlamentem zničili velké množství uměleckých památek.

## Obrazoborectví vislámu
V islámu platí zákaz figurálního zobrazení, a to zejména v mešitách. Tento zákaz je v zásadě totožný jako jedno z přikázání Desatera, které Bůh (Alláh) předal Mojžíšovi (Musa) a které platí i pro židovství a křesťanství. Příležitostně muslimské ikonoklastické skupiny ničí posvátné obrazy jiných náboženství; jednou z událostí tohoto druhu je zničení fresek a monumentálních soch tzv. Bamjánských Buddhů v afghánské provincii Bamján v roce 2001 stoupenci Tálibánu. Na začátku roku 2015 začala muslimská teroristická organizace "Islámský stát" ničit vzácné starověké památky (především asyrské sochy) ve městě Nimrud poblíž iráckého Mosulu.